# Джо Луис Арена
„Джо Луис Арена“ (на английски: Joe Louis Arena) е спортна арена, намираща се в Детройт, Мичиган, САЩ. Дом е на Детройт Ред Уингс (НХЛ). На стойност 57 млн. щатски долара, съоръжението е открито през 1979 г. и е под ръководството на Детройт. Арената е кръстена на американския боксьор Джо Луис.
|  | Тази страница частично или изцяло представлява превод на страницата Joe Louis Arena в Уикипедия на английски. Оригиналният текст, както и този превод, са защитени от Лиценза „Криейтив Комънс – Признание – Споделяне на споделеното“, а за съдържание, създадено преди юни 2009 година – от Лиценза за свободна документация на ГНУ. Прегледайте историята на редакциите на оригиналната страница, както и на преводната страница, за да видите списъка на съавторите. ВАЖНО: Този шаблон се отнася единствено до авторските права върху съдържанието на статията. Добавянето му не отменя изискването да се посочват конкретни източници на твърденията, които да бъдат благонадеждни. |